# Голубинская (Архангельская область)
Голубинская — деревня в Верхнетоемском муниципальном округе Архангельской области России.

## География
Деревня находится в юго-восточной части Архангельской области, в подзоне средней тайги, в пределах северной окраины Восточно-Европейской равнины, на правом берегу Северной Двины, при автодороге 11К-091, на расстоянии примерно 1 километра (по прямой) к юго-востоку от села Верхняя Тойма, административного центра округа. Абсолютная высота — 61 метр над уровнем моря.

### Часовой пояс
Голубинская, как и вся Архангельская область, находится в часовой зоне МСК (московское время). Смещение применяемого времени относительно UTC составляет +3:00.

## Население
| 2002 | 2010 | 2012 |
| ---- | ---- | ---- |
| 12   | ↘10  | ↘5   |

### Национальный состав
Согласно результатам переписи 2002 года, в национальной структуре населения русские составляли 100 %.